# Беноа Манделброт
Беноа Манделброт (на френски: Benoît B. Mandelbrot; 20 ноември 1924 г. – 14 октомври 2010 г.) е френски математик, изследовател на фракталната геометрия. Той е роден в Полша, но семейството му се премества във Франция, докато е дете. Манделброт е с двойно френско-американско гражданство – получава образованието си във Франция, a живее и работи в САЩ до смъртта си на 14 октомври 2010 г.
През 1973 г. излиза неговата научнопопулярна книга за фракталите, която му носи световна слава. Разработва теория на самоподобието в природата. Скоро след смъртта му е издадена и негова книга с мемоари..